# Ripley (Californie)
Pour les articles homonymes, voir Ripley.
Ripley est une census-designated place du comté de Riverside, dans l'État de Californie, aux États-Unis,. En 2020, elle compte une population de 538 habitants.